# Sayur Maincat (Kotanopan)
Sayur Maincat is een bestuurslaag in het regentschap Mandailing Natal van de provincie Noord-Sumatra, Indonesië. Sayur Maincat telt 884 inwoners (volkstelling 2010).